# 400-Meter-Hürdenlauf

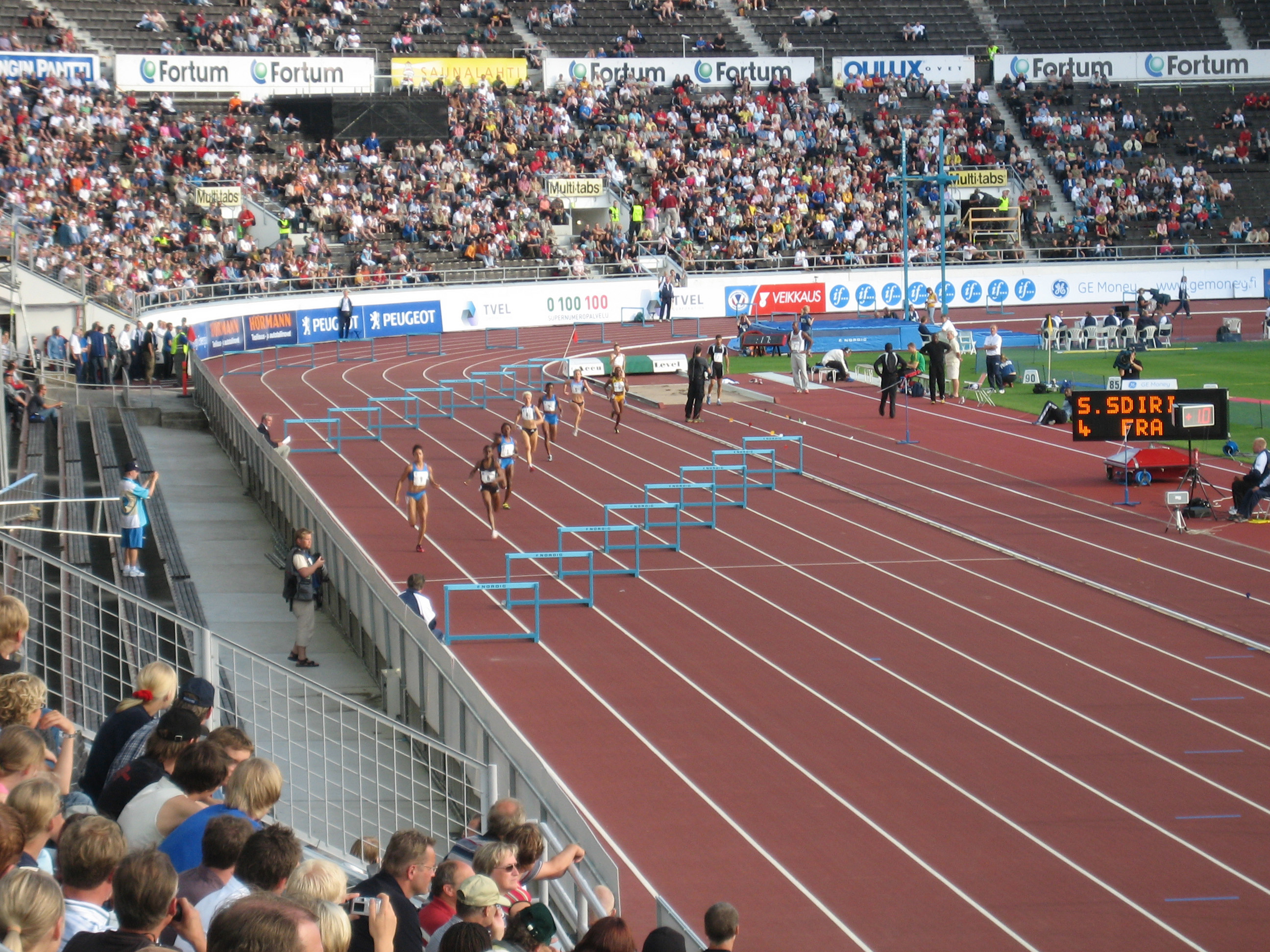
Ein Damenrennen über 400 Meter Hürden. Die Läuferinnen befinden sich auf der Gegengeraden

Der 400-Meter-Hürdenlauf ist eine olympische Leichtathletikdisziplin, bei der eine Stadionrunde zu laufen ist, auf der in gleichmäßigen Abständen zehn Hürden aufgestellt sind. Jeder Sportler läuft während der gesamten Runde in seiner eigenen Bahn. Der Start erfolgt im Tiefstart von Startblöcken, die zum Ausgleich der unterschiedlichen Kurvenlängen versetzt aufgestellt sind. Die Hürden sind so aufgestellt, dass sie beim Anstoßen nach vorn umfallen können, was für die Läufer nicht als Fehler gewertet wird.
Die besten Männer erzielen im 400-Meter-Hürdenlauf Zeiten um 46 Sekunden (Weltrekord: 45,94 s), das entspricht 8,71 m/s oder 31,34 km/h. Die besten Frauen erreichen ca. 52 Sekunden (Weltrekord: 50,37 s), das entspricht 7,77 m/s oder 27,98 km/h. Im Vergleich zum 400-Meter-Lauf benötigen 400-Meter-Hürdenläufer bei den Männern etwa vier Sekunden länger für die Stadionrunde, bei den Frauen etwa fünf Sekunden.
Bei den Olympischen Spielen steht der 400-Meter-Hürdenlauf seit 1900 für Männer und seit 1984 für Frauen im Programm.

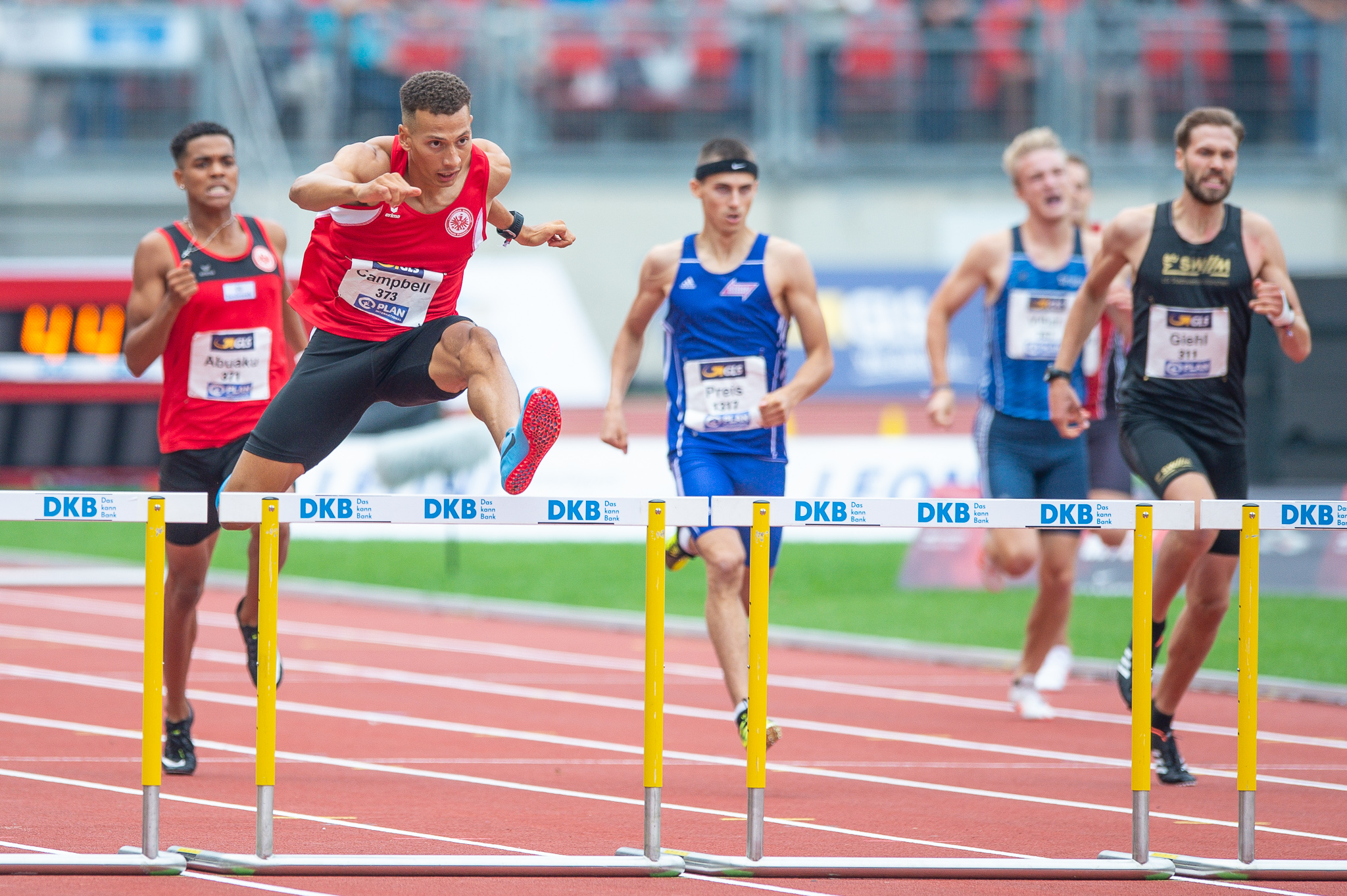

## Geschichte
Die ersten Aufzeichnungen des 400-Meter-Hürdenlaufs stammen aus dem Jahre 1860.
Im englischen Oxford wird von einem Wettbewerb berichtet, der einen Wettlauf über 440 Yards darstellte. Auf diesen 440 Yards, umgerechnet ca. 402 Meter, mussten zwölf massive, über einen Meter hohe, Holz-„Hürden“ überwunden werden, die in gleichmäßigen Abständen auf der Laufstrecke verteilt waren.
Um die Verletzungsgefahr zu mindern, wurden ab 1895 leichtere Konstruktionen eingeführt, die sich umstoßen ließen. Bis 1935 wurden jedoch alle Läufer disqualifiziert, die mehr als drei Hürden umstießen. Rekorde wurden nur anerkannt, wenn alle Hürden stehenblieben.
Im Jahre 1900 wurde die Distanz olympisch.
Um den Wettbewerb unter jeweils gleichen Bedingungen durchführen zu können, wurde die Streckenlänge auf 400 Meter, also eine Stadionrunde, genormt und die Anzahl der Hürden auf zehn reduziert.
Die offizielle Hürdenhöhe ist seitdem auf 91,44 Zentimeter (3 Fuß) bei den Männern und seit 1974 auf 76,20 Zentimeter (2 Fuß, 6 Zoll) bei den Frauen festgelegt. Die Hürden sind in einem Abstand von 35 Metern aufgestellt, wobei der Anlauf zur ersten Hürde 45 Meter und der Auslauf von der letzten Hürde bis ins Ziel 40 Meter beträgt.
Das erste dokumentierte 400-Meter-Frauenrennen über Hürden fand 1971 statt.
Der Leichtathletikweltverband (IAAF) führte den Wettbewerb 1974 offiziell als Disziplin ein, wobei es noch bis 1983 dauerte, bis die Strecke zum ersten Mal bei Weltmeisterschaften mit auf dem Zeitplan stand und die erste Weltmeisterin über die 400 Meter Hürden ermittelt wurde.

## Meilensteine
- Männer
  - Erster offiziell von der IAAF anerkannter Weltrekord: 55,0 s,  Charles Bacon, 1908
  - Erster unter 54 Sekunden: 53,8 s,  Sten Pettersson, 1925
  - Erster unter 53 Sekunden: 52,6 s,  John Gibson, 1927
  - Erster unter 52 Sekunden: 51,7 s,  Bob Tisdall, 1932
  - Erster unter 51 Sekunden: 50,6 s,  Glenn Hardin, 1934
  - Erster unter 50 Sekunden: 49,5 s,  Glenn Davis, 1956
  - Erster unter 49 Sekunden: 48,8 s,  Geoff Vanderstock, 1968
  - Erster unter 48 Sekunden: 47,82 s,  John Akii-Bua, 1972
  - Erster unter 47 Sekunden: 46,78 s,  Kevin Young, 1992
  - Erster unter 46 Sekunden: 45,94 s,  Karsten Warholm, 2021

- Frauen
  - Erster offizieller Weltrekord: 56,51 s,  Krystyna Kacperczyk, 1974
  - Erste unter 56 Sekunden: 55,74 s,  Tatjana Storoschewa, 1977
  - Erste unter 55 Sekunden: 54,89 s,  Tatjana Selenzowa, 1978
  - Erste unter 54 Sekunden: 53,58 s,  Margarita Ponomarjowa, 1984
  - Erste unter 53 Sekunden: 52,94 s,  Marina Stepanowa, 1986
  - Erste unter 52 Sekunden: 51,90 s,  Sydney McLaughlin, 2021
  - Erste unter 51 Sekunden: 50,68 s,  Sydney McLaughlin, 2022

## Erfolgreichste Sportler
- Zwei Olympiasiege:
  -  Glenn Davis, 1956 und 1960
  -  Edwin Moses, 1976 und 1984, sowie Olympiadritter 1988
  -  Félix Sánchez, 2004 und 2012
  -  Angelo Taylor, 2000 und 2008
  -  Sydney McLaughlin, 2020 und 2024

- Drei Weltmeistertitel
  -  Karsten Warholm, 2017, 2019 und 2023
- Zwei Weltmeistertitel:
  -  Edwin Moses, 1983 und 1987
  -  Félix Sánchez, 2001 und 2003
  -  Nezha Bidouane, 1997 und 2001, sowie Weltmeisterschaftszweite 1999
- Erfolgreichste Deutsche:
  -  Volker Beck, Olympiasieger 1980
  -  Bärbel Broschat, Weltmeisterin 1980
  -  Sabine Busch, Weltmeisterin 1987

Der erstaunlichste Aufsteiger ist Glenn Davis, der im April 1956 mit mageren 54,4 s sein erstes 400-Meter-Hürdenrennen lief. Zwei Monate später holte er mit 49,5 s den Weltrekord. Im selben Jahr wurde er Olympiasieger, und er schaffte als erster die Wiederholung des Titels (1960).
Geschichte über diese Disziplin bei den Männern schrieb der Amerikaner Edwin Moses. Zwischen 1977 und 1987 gewann er 122 Rennen in Folge und zwei Goldmedaillen bei den Olympischen Spielen 1976 und 1984.
Der Boykott der USA bei den Spielen 1980 verhinderte seinen Gold-Hattrick.
Trotzdem gilt seine Karriere als einzigartig. Er war durchgehend Weltrekordhalter von den Olympischen Spielen 1976 an bis zum Jahre 1992. Am 6. August 1992 musste er seinen Weltrekord von 47,02 s dann an Kevin Young abgeben, der die 400-Meter-Hürden-Distanz in 46,78 s absolvierte.
Schnellster Deutscher über 400 Meter Hürden ist Harald Schmid, der mit 47,48 s Platz 20 der ewigen Weltbestenliste hält (Stand: Juli 2022). Deutschlands einziger Olympiasieger über die Disziplin wurde 1980 Volker Beck, der vom erwähnten Boykott der USA und anderer Staaten (u. a. BRD) profitierte und die Goldmedaille aus Moskau mit in die DDR nehmen konnte.

## Statistik

### Medaillengewinner der Olympischen Spiele

#### Männer
| Jahr | Goldmedaille     | Silbermedaille          | Bronzemedaille     |
| ---- | ---------------- | ----------------------- | ------------------ |
| 1900 | Walter Tewksbury | Henri Tauzin            | George Orton       |
| 1904 | Harry Hillman    | Frank Waller            | George Poage       |
| 1908 | Charles Bacon    | Harry Hillman           | Jimmy Tremeer      |
| 1920 | Frank Loomis     | John Norton             | August Desch       |
| 1924 | Morgan Taylor    | Erik Wilén              | Ivan Riley         |
| 1928 | David Burghley   | Frank Cuhel             | Morgan Taylor      |
| 1932 | Bob Tisdall      | Glenn Hardin            | Morgan Taylor      |
| 1936 | Glenn Hardin     | John Loaring            | Miguel White       |
| 1948 | Roy Cochran      | Duncan White            | Rune Larsson       |
| 1952 | Charles Moore    | Juri Litujew            | John Holland       |
| 1956 | Glenn Davis      | Eddie Southern          | Josh Culbreath     |
| 1960 | Glenn Davis      | Clifton Cushman         | Dick Howard        |
| 1964 | Rex Cawley       | John Cooper             | Salvatore Morale   |
| 1968 | David Hemery     | Gerhard Hennige         | John Sherwood      |
| 1972 | John Akii-Bua    | Ralph Mann              | David Hemery       |
| 1976 | Edwin Moses      | Michael Shine           | Jewgeni Gawrilenko |
| 1980 | Volker Beck      | Wassyl Archypenko       | Gary Oakes         |
| 1984 | Edwin Moses      | Danny Harris            | Harald Schmid      |
| 1988 | André Phillips   | Amadou Dia Ba           | Edwin Moses        |
| 1992 | Kevin Young      | Winthrop Graham         | Kriss Akabusi      |
| 1996 | Derrick Adkins   | Samuel Matete           | Calvin Davis       |
| 2000 | Angelo Taylor    | Hadi Soua’an al-Somaily | Llewellyn Herbert  |
| 2004 | Félix Sánchez    | Danny McFarlane         | Naman Keita        |
| 2008 | Angelo Taylor    | Kerron Clement          | Bershawn Jackson   |
| 2012 | Félix Sánchez    | Michael Tinsley         | Javier Culson      |
| 2016 | Kerron Clement   | Boniface Mucheru Tumuti | Yasmani Copello    |
| 2020 | Karsten Warholm  | Rai Benjamin            | Alison dos Santos  |
| 2024 | Rai Benjamin     | Karsten Warholm         | Alison dos Santos  |

#### Frauen
| Jahr | Goldmedaille              | Silbermedaille          | Bronzemedaille                 |
| ---- | ------------------------- | ----------------------- | ------------------------------ |
| 1984 | Nawal El Moutawakel       | Judi Brown              | Cristieana Cojocaru            |
| 1988 | Debbie Flintoff-King      | Tazzjana Ljadouskaja    | Ellen Fiedler                  |
| 1992 | Sally Gunnell             | Sandra Farmer-Patrick   | Janeene Vickers                |
| 1996 | Deon Hemmings             | Kim Batten              | Tonja Buford-Bailey            |
| 2000 | Irina Priwalowa           | Deon Hemmings           | Nezha Bidouane                 |
| 2004 | Fani Chalkia              | Ionela Târlea-Manolache | Tetjana Tereschtschuk-Antipowa |
| 2008 | Melaine Walker            | Sheena Tosta            | Tasha Danvers                  |
| 2012 | Lashinda Demus            | Zuzana Hejnová          | Kaliese Spencer                |
| 2016 | Dalilah Muhammad          | Sara Slott Petersen     | Ashley Spencer                 |
| 2020 | Sydney McLaughlin         | Dalilah Muhammad        | Femke Bol                      |
| 2024 | Sydney McLaughlin-Levrone | Anna Cockrell           | Femke Bol                      |

### Medaillengewinner der Weltmeisterschaften

#### Männer
| Jahr | Goldmedaille      | Silbermedaille    | Bronzemedaille     |
| ---- | ----------------- | ----------------- | ------------------ |
| 1983 | Edwin Moses       | Harald Schmid     | Alexander Charlow  |
| 1987 | Edwin Moses       | Danny Harris      | Harald Schmid      |
| 1991 | Samuel Matete     | Winthrop Graham   | Kriss Akabusi      |
| 1993 | Kevin Young       | Samuel Matete     | Winthrop Graham    |
| 1995 | Derrick Adkins    | Samuel Matete     | Stéphane Diagana   |
| 1997 | Stéphane Diagana  | Llewellyn Herbert | Bryan Bronson      |
| 1999 | Fabrizio Mori     | Stéphane Diagana  | Marcel Schelbert   |
| 2001 | Félix Sánchez     | Fabrizio Mori     | Dai Tamesue        |
| 2003 | Félix Sánchez     | Joey Woody        | Periklis Iakovakis |
| 2005 | Bershawn Jackson  | James Carter      | Dai Tamesue        |
| 2007 | Kerron Clement    | Félix Sánchez     | Marek Plawgo       |
| 2009 | Kerron Clement    | Javier Culson     | Bershawn Jackson   |
| 2011 | David Greene      | Javier Culson     | Louis van Zyl      |
| 2013 | Jehue Gordon      | Michael Tinsley   | Emir Bekrić        |
| 2015 | Nicholas Bett     | Denis Kudrjawzew  | Jeffery Gibson     |
| 2017 | Karsten Warholm   | Yasmani Copello   | Kerron Clement     |
| 2019 | Karsten Warholm   | Rai Benjamin      | Abderrahman Samba  |
| 2022 | Alison dos Santos | Rai Benjamin      | Trevor Bassitt     |
| 2023 | Karsten Warholm   | Kyron McMaster    | Rai Benjamin       |

#### Frauen
| Jahr | Goldmedaille             | Silbermedaille        | Bronzemedaille              |
| ---- | ------------------------ | --------------------- | --------------------------- |
| 1980 | Bärbel Broschat          | Ellen Neumann         | Petra Pfaff                 |
| 1983 | Jekaterina Fessenko-Grun | Ana Ambrazienė        | Ellen Fiedler               |
| 1987 | Sabine Busch             | Debbie Flintoff-King  | Cornelia Ullrich            |
| 1991 | Tazzjana Ljadouskaja     | Sally Gunnell         | Janeene Vickers             |
| 1993 | Sally Gunnell            | Sandra Farmer-Patrick | Margarita Ponomarjowa       |
| 1995 | Kim Batten               | Tonja Buford-Bailey   | Deon Hemmings               |
| 1997 | Nezha Bidouane           | Deon Hemmings         | Kim Batten                  |
| 1999 | Daimi Pernia             | Nezha Bidouane        | Deon Hemmings               |
| 2001 | Nezha Bidouane           | Julija Nosowa         | Daimi Pernia                |
| 2003 | Jana Pittman             | Sandra Glover         | Julija Petschonkina         |
| 2005 | Julija Petschonkina      | Lashinda Demus        | Sandra Glover               |
| 2007 | Jana Rawlinson           | Julija Petschonkina   | Anna Jesień                 |
| 2009 | Melaine Walker           | Lashinda Demus        | Josanne Lucas               |
| 2011 | Lashinda Demus           | Melaine Walker        | Natalja Nikolajewna Antjuch |
| 2013 | Zuzana Hejnová           | Dalilah Muhammad      | Lashinda Demus              |
| 2015 | Zuzana Hejnová           | Shamier Little        | Cassandra Tate              |
| 2017 | Kori Carter              | Dalilah Muhammad      | Ristananna Tracey           |
| 2019 | Dalilah Muhammad         | Sydney McLaughlin     | Rushell Clayton             |
| 2022 | Sydney McLaughlin        | Femke Bol             | Dalilah Muhammad            |
| 2023 | Femke Bol                | Shamier Little        | Rushell Clayton             |

### Weltrekordentwicklung

#### Männer
Anmerkungen:

In Klammern: Elektronisch gestoppte Zeit, der Weltrekord wurde aber mit der handgestoppten Zeit registriert.

y: 440-Yards-Weltrekord (402,34 m), hier genannt, da besser als die 400-Meter-Leistung
| Zeit (s)     | Name              | Datum              | Ort          |
| ------------ | ----------------- | ------------------ | ------------ |
| 55,0         | Charles Bacon     | 22. Juli 1908      | London       |
| 54 2/5 y     | John Norton       | 26. Juni 1920      | Pasadena     |
| 54,0         | Frank Loomis      | 16. August 1920    | Antwerpen    |
| 53,8         | Sten Pettersson   | 4. Oktober 1925    | Paris        |
| 52 2/5       | John Gibson       | 2. Juli 1927       | Lincoln      |
| 52,0         | Morgan Taylor     | 4. Juli 1928       | Philadelphia |
| 52,0         | Glenn Hardin      | 1. August 1932     | Los Angeles  |
| 51,8         | Glenn Hardin      | 30. Juni 1934      | Milwaukee    |
| 50,6         | Glenn Hardin      | 26. Juli 1934      | Stockholm    |
| 50,4         | Juri Litujew      | 20. September 1953 | Budapest     |
| 49,5         | Glenn Davis       | 29. Juni 1956      | Los Angeles  |
| 49,2         | Glenn Davis       | 6. August 1958     | Budapest     |
| 49,2         | Salvatore Morale  | 14. September 1962 | Belgrad      |
| 49,1         | Rex Cawley        | 13. September 1964 | Los Angeles  |
| 48,8 (48,94) | Geoff Vanderstock | 11. September 1968 | Echo Summit  |
| 48,1 (48,12) | David Hemery      | 15. Oktober 1968   | Mexiko-Stadt |
| 47,8/47,82   | John Akii-Bua     | 2. September 1972  | München      |
| 47,64        | Edwin Moses       | 25. Juli 1976      | Montreal     |
| 47,45        | Edwin Moses       | 11. Juni 1977      | Westwood     |
| 47,13        | Edwin Moses       | 3. Juli 1980       | Mailand      |
| 47,02        | Edwin Moses       | 31. August 1983    | Koblenz      |
| 46,78        | Kevin Young       | 6. August 1992     | Barcelona    |
| 46,70        | Karsten Warholm   | 1. Juli 2021       | Oslo         |
| 45,94        | Karsten Warholm   | 3. August 2021     | Tokio        |

#### Frauen
| Zeit (s) | Name                  | Datum              | Ort             |
| -------- | --------------------- | ------------------ | --------------- |
| 56,51    | Krystyna Kacperczyk   | 13. Juli 1974      | Augsburg        |
| 55,74    | Tatjana Storoschewa   | 26. Juni 1977      | Karl-Marx-Stadt |
| 55,63    | Karin Roßley          | 13. August 1977    | Helsinki        |
| 55,44    | Krystyna Kacperczyk   | 18. August 1978    | Berlin          |
| 55,31    | Tatjana Selenzowa     | 19. August 1978    | Podolsk         |
| 54,89    | Tatjana Selenzowa     | 2. September 1978  | Prag            |
| 54,78    | Marina Makejewa       | 27. Juli 1979      | Moskau          |
| 54,28    | Karin Roßley          | 17. Mai 1980       | Jena            |
| 54,02    | Ana Ambrazienė        | 11. Juni 1983      | Moskau          |
| 53,58    | Margarita Ponomarjowa | 22. Juni 1984      | Kiew            |
| 53,55    | Sabine Busch          | 22. September 1985 | Berlin          |
| 53,32    | Marina Stepanowa      | 30. August 1986    | Stuttgart       |
| 52,94    | Marina Stepanowa      | 17. September 1986 | Taschkent       |
| 52,74    | Sally Gunnell         | 19. August 1993    | Stuttgart       |
| 52,61    | Kim Batten            | 11. August 1995    | Göteborg        |
| 52,34    | Julija Petschonkina   | 8. August 2003     | Tula            |
| 52,20    | Dalilah Muhammad      | 28. Juli 2019      | Des Moines      |
| 52,16    | Dalilah Muhammad      | 4. Oktober 2019    | Doha            |
| 51,90    | Sydney McLaughlin     | 27. Juni 2021      | Eugene          |
| 51,46    | Sydney McLaughlin     | 4. August 2021     | Tokio           |
| 51,41    | Sydney McLaughlin     | 25. Juni 2022      | Eugene          |
| 50,68    | Sydney McLaughlin     | 22. Juli 2022      | Eugene          |
| 50,65    | Sydney McLaughlin     | 30. Juni 2024      | Eugene          |
| 50,37    | Sydney McLaughlin     | 8. August 2024     | Paris           |

### Weltbestenliste

#### Männer
Alle Läufer mit einer Zeit von 47,84 s oder schneller. A = Zeit unter Höhenbedingungen erzielt.
Letzte Veränderung: 16. Juni 2025
1. 45,94 s  Karsten Warholm, Tokio, 3. August 2021
2. 46,17 s  Rai Benjamin, Tokio, 3. August 2021
3. 46,29 s  Alison dos Santos, Eugene, 19. Juli 2022
4. 46,78 s  Kevin Young, Barcelona, 6. August 1992
5. 46,98 s  Abderrahman Samba, Paris, 30. Juni 2018
6. 47,02 s  Edwin Moses, Koblenz, 31. August 1983
7. 47,03 s  Bryan Bronson, New Orleans, 21. Juni 1998
8. 47,08 s  Kyron McMaster, Tokio, 3. August 2021
9. 47,10 s  Samuel Matete, Zürich, 7. August 1991
10. 47,19 s  Andre Phillips, Seoul, 25. September 1988
11. 47,23 s  Amadou Dia Ba, Seoul, 25. September 1988
12. 47,23 s  Caleb Dean, Eugene, 7. Juni 2024
13. 47,24 s  Kerron Clement, Carson, 26. Juni 2005
14. 47,25 s  Félix Sánchez, Paris, 29. August 2003
15. 47,25 s  Angelo Taylor, Peking, 18. August 2008
16. 47,30 s  Bershawn Jackson, Helsinki, 9. August 2005
17. 47,31 s  Ezekiel Nathaniel, Chorzów, 16. August 2025
18. 47,34 s  Roshawn Clarke, Budapest, 21. August 2023
19. 47,37 s  Stéphane Diagana, Lausanne, 5. Juli 1995
20. 47,38 s  Danny Harris, Lausanne, 10. Juli 1991
21. 47,38 s  Trevor Bassitt, Budapest, 21. August 2023
22. 47,41 s  Wilfried Happio, Eugene, 19. Juli 2022
23. 47,42 s  Malik James-King, Kingston, 28. Juni 2024
24. 47,43 s  James Carter, Helsinki, 9. August 2005
25. 47,48 s  Harald Schmid, Athen, 8. September 1982 (deutscher Rekord)
26. 47,50 s  Alessandro Sibilio, Rom, 11. Juni 2024
27. 47,53 s  Hadi Soua’an al-Somaily, Sydney, 27. September 2000
28. 47,54 s  Derrick Adkins, Lausanne, 5. Juli 1995
29. 47,54 s  Fabrizio Mori, Edmonton, 10. August 2001
30. 47,58 s  CJ Allen, Oslo, 15. Juni 2023
31. 47,59 s  Khallifah Rosser, Freeport, 21. August 2022
32. 47,60 s  Winthrop Graham, Zürich, 4. August 1993
33. 47,63 s  Johnny Dutch, Des Moines, 26. Juni 2010
34. 47,66 s A  L. J. van Zyl, Pretoria, 25. Februar 2011
35. 47,67 s  Bennie Brazell, Sacramento, 11. Juni 2004
36. 47,69 s  Jehue Gordon, Moskau, 15. August 2013
37. 47,69 s  Clement Ducos, Paris, 5. August 2024
38. 47,70 s  Michael Tinsley, Moskau, 15. August 2013
39. 47,72 s  Javier Culson, Ponce, 8. Mai 2010
40. 47,75 s  David Patrick, Indianapolis, 17. Juli 1988
41. 47,78 s  Boniface Tumuti, Rio de Janeiro, 18. August 2016
42. 47,79 s  Nicholas Bett, Peking, 25. August 2015
43. 47,81 s  Llewellyn Herbert, Sydney, 27. September 2000
44. 47,81 s  Yasmani Copello, Berlin, 9. August 2018
45. 47,82 s  John Akii-Bua, München, 2. September 1972
46. 47,82 s  Kriss Akabusi, Barcelona, 6. August 1992
47. 47,82 s  Periklis Iakovakis, Osaka, 6. Mai 2006
48. 47,82 s  Rasmus Mägi, Turku, 14. Juni 2022
49. 47,84 s  Bayano Kamani, Helsinki, 7. August 2005
50. 47,84 s  David Greene, Saint-Denis, 6. Juli 2012

- Schweizer Rekord: Marcel Schelbert – 48,13 s am 27. August 1999 in Sevilla
- Österreichischer Rekord: Thomas Futterknecht – 49,33 s am 30. August 1985 in Kōbe

#### Frauen
Alle Läuferinnen mit einer Zeit von 53,58 s oder schneller. A = Zeit wurde unter Höhenbedingungen erzielt.
Letzte Veränderung: 16. Juni 2025
1. 50,37 s  Sydney McLaughlin-Levrone, Paris, 8. August 2024
2. 50,95 s  Femke Bol, Le Chaux de Fond, 14. Juli 2024 (Europarekord)
3. 51,58 s  Dalilah Muhammad, Tokio, 4. August 2021
4. 51,87 s  Anna Cockrell, Paris, 8. August 2024
5. 52,29 s  Jasmine Jones, Paris, 8. August 2024
6. 52,34 s  Julija Petschonkina, Tula, 8. August 2003
7. 52,39 s  Shamier Little, Stockholm, 4. Juli 2021
8. 52,42 s  Melaine Walker, Berlin, 20. August 2009
9. 52,46 s  Savannah Sutherland, Eugene, 14. Juni 2025
10. 52,47 s  Lashinda Demus, Daegu, 1. September 2011
11. 52,51 s  Rushell Clayton, Kingston, 28. Juni 2024
12. 52,61 s  Kim Batten, Göteborg, 11. August 1995
13. 52,62 s  Tonja Buford-Bailey, Göteborg, 11. August 1995
14. 52,70 s  Natalja Antjuch, London, 8. August 2012
15. 52,74 s  Sally Gunnell, Stuttgart, 19. August 1993
16. 52,77 s  Fani Chalkia, Athen, 22. August 2004
17. 52,79 s  Sandra Farmer-Patrick, Stuttgart, 19. August 1993
18. 52,79 s  Kaliese Spencer, London, 5. August 2011
19. 52,82 s  Deon Hemmings, Atlanta, 31. Juli 1996
20. 52,83 s  Zuzana Hejnová, Moskau, 15. August 2013
21. 52,89 s  Daimí Pernía, Sevilla, 25. August 1999
22. 52,90 s  Nezha Bidouane, Sevilla, 25. August 1999
23. 52,94 s  Marina Stepanowa, Taschkent, 17. September 1986
24. 52,95 s  Sheena Tosta, Sacramento, 11. Juli 2004
25. 52,96 s  Kori Carter, Sacramento, 25. Juni 2017
26. 52,96 s  Anna Ryschykowa, Stockholm, 4. Juli 2021
27. 52,97 s  Shiann Salmon, Zürich, 5. September 2024
28. 53,02 s  Irina Priwalowa, Sydney, 27. September 2000
29. 53,08 s  Janieve Russell, Tokio, 4. August 2021
30. 53,08 s  Britton Wilson, Eugene, 25. Juni 2022
31. 53,11 s  Tazzjana Ljadouskaja, Tokio, 29. August 1991
32. 53,11 s  Ashley Spencer, Sacramento, 25. Juni 2017
33. 53,14 s  Georganne Moline, Sacramento, 25. Juni 2017
34. 53,17 s  Debbie Flintoff-King, Seoul, 28. September 1988
35. 53,20 s  Josanne Lucas, Berlin, 20. August 2009
36. 53,21 s  Marie-José Perec, Zürich, 16. August 1995
37. 53,22 s  Jana Rawlinson, Paris, Saint-Denis, 28. August 2003
38. 53,24 s  Sabine Busch, Potsdam, 21. August 1987 (deutscher Rekord)
39. 53,25 s  Ionela Târlea, Rom, 7. Juli 1999
40. 53,26 s  Andrenette Knight, Székesfehérvár, 18. Juli 2023
41. 53,28 s  Tiffany Williams, Indianapolis, 24. Juni 2007
42. 53,32 s  Sandra Glover, Helsinki, 13. August 2005
43. 53,36 s  Andrea Blackett, Sevilla, 25. August 1999
44. 53,36 s  Brenda Taylor, Sacramento, 11. Juli 2004
45. 53,37 s  Tetjana Tereschtschuk-Antipowa, Athen, 22. August 2004
46. 53,46 s  Rachel Glenn, Eugene, 30. Juni 2024
47. 53,47 s  Janeene Vickers, Tokio, 29. August 1991
48. 53,48 s  Margarita Chromowa-Ponomarjowa, Stuttgart, 19. August 1993
49. 53,55 s  Sara Slott Petersen, Rio de Janeiro, 18. August 2016
50. 53,58 s  Cornelia Feuerbach-Ullrich, Potsdam, 21. August 1987

- Schweizer Rekord: Léa Sprunger – 54,06 s, 4. Oktober 2019 in Doha
- Österreichischer Rekord: Lena Pressler – 55,94 s, 16. Juli 2023 in Espoo